# Station Rheda-Wiedenbrück
Station Rheda-Wiedenbrück is een spoorwegstation in de Duitse plaats Rheda-Wiedenbrück. Het station werd in 1847 geopend.